# Frank Worsley

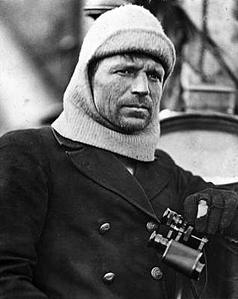
Frank Worsley an Bord der Endurance

Frank Arthur Worsley, DSO, OBE, RD, RNR (* 18. Februar 1872 in Akaroa; † 1. Februar 1943 in Claygate, Surrey) war ein neuseeländischer Polarforscher, der von 1914 bis 1917 als Kapitän der Endurance an der Imperial Transantarctic Expedition (auch bekannt als Endurance-Expedition) unter der Leitung von Ernest Shackleton teilnahm. Zusammen mit Thomas Crean und Frank Wild war er eine der Stützen für Shackleton während dieser Expedition.

## Leben

### Herkunft und Ausbildung

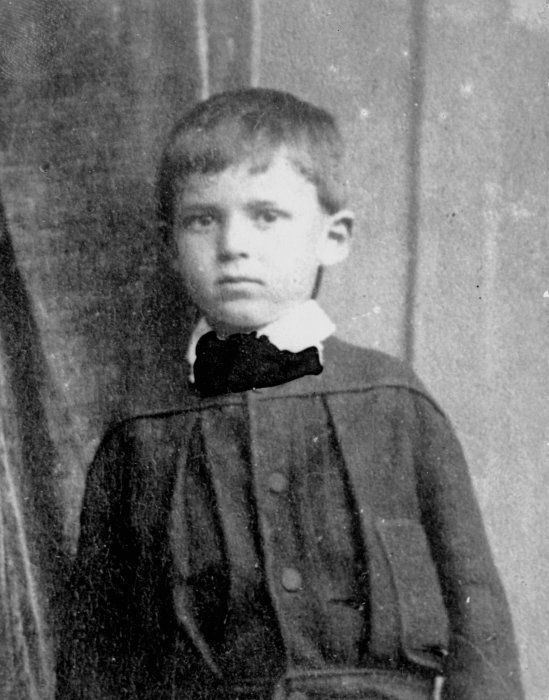
Frank Worsley als Kind

Frank Worsley wurde in Akaroa, einer kleinen Hafenstadt auf der Banks Peninsula nahe Christchurch, als zweiter Sohn von Henry Theophilus Worsley (1834–1898) und dessen Frau Georgina (1842–1874) geboren. Sein Großvater war 1851 von Rugby, Warwickshire, nach Neuseeland ausgewandert.
Im Alter von 15 Jahren ging Worsley als Offiziersanwärter zur neuseeländischen Handelsmarine. 1888 nahm er an einer ersten Reise auf dem Klipper Wairoa von Neuseeland nach London teil. Durch zahlreiche weitere Reisen im Auftrag der Handelsmarine begann sich Worsley zunehmend für Navigation zu interessieren. Im Jahr 1895 schloss er seine Offizierslaufbahn bei der Handelsmarine mit Auszeichnung ab und begab sich in die Dienste der neuseeländischen Dampfschifffahrtsgesellschaft. Dort wurde er zweiter Offizier an Bord der Tutanekai, die zwischen Neuseeland und einigen Inseln im Pazifischen Ozean im Pendelverkehr eingesetzt war.
Im Jahr 1900 erhielt Worsley sein Kapitänspatent. Sein erstes Kommando war das über den Dampfer The Countess of Ranfurly.

### Zeit in England
1906 verließ Worsley Neuseeland und ging nach England, wo er eine Anstellung bei der Allan Line an Bord eines Dampfschiffes fand, das zwischen England und Kanada im Linienbetrieb eingesetzt wurde. Am 20. Dezember 1907 heiratete Worsley seine erste Frau Theodora Blackden aus Tunbridge Wells. Im Jahr 1914 wurde er schließlich zum Lieutenant Commander der Royal Naval Reserve befördert.

### Endurance-Expedition

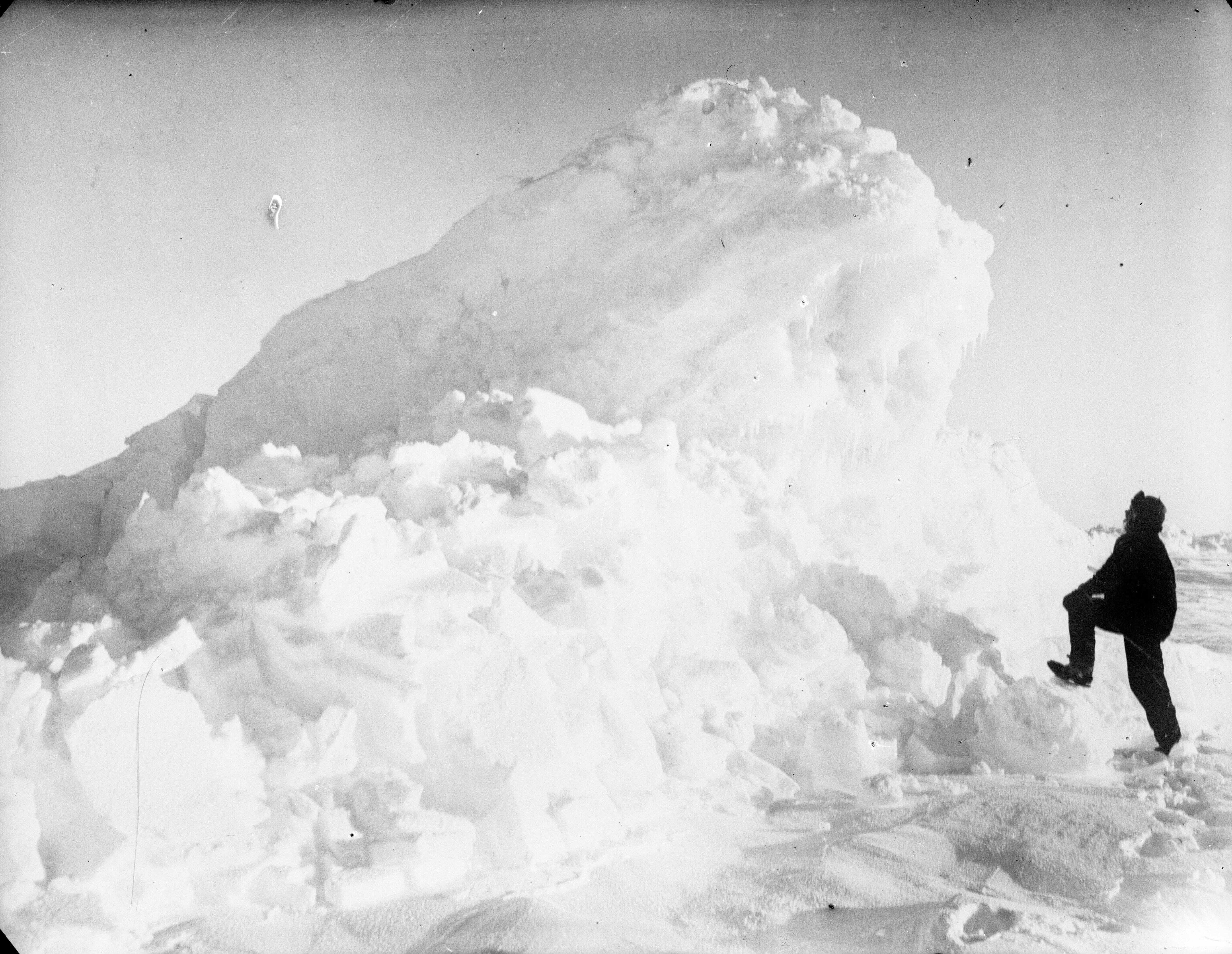
Worsley an einem Presseishügel im August 1915

Zum Skipper der Endurance während Shackletons zweiter eigener Antarktis-Expedition wurde Worsley nach eigener Darstellung durch einen sonderbaren Umstand. In der Nacht vor seiner Rekrutierung habe er von Treibeismassen in der Londoner Burlington Street geträumt, durch die er sein Schiff habe navigieren müssen. Am nächsten Morgen habe er sich genau in eben jene Straße begeben und sei dort auf das Schild von Shackletons Expeditionsbüro gestoßen. Einer spontanen Eingebung folgend habe er dann das Büro betreten und sei nach kurzer Unterredung mit Shackleton eingestellt worden.
Shackleton zweifelte anfangs an den Führungsqualitäten Worsleys, doch im Verlauf der Expedition erwies er sich als kompetenter Schiffsführer und außergewöhnlicher Navigator. Nach dem Untergang der Endurance im Packeis waren es Worsleys Navigationskünste, die alle Expeditionsteilnehmer in drei Rettungsbooten sicher nach Elephant Island brachten. Legendär ist sein Einsatz bei der abenteuerlichen Überfahrt mit der James Caird von Elephant Island nach King Haakon Bay auf Südgeorgien. Zusammen mit Shackleton und Crean nahm Worsley unter widrigsten Umständen auch an der anschließenden Durchquerung von Südgeorgien nach Stromness teil, infolge derer die Rettung aller Expeditionsteilnehmer von Elephant Island erreicht werden konnte.

### Erster Weltkrieg

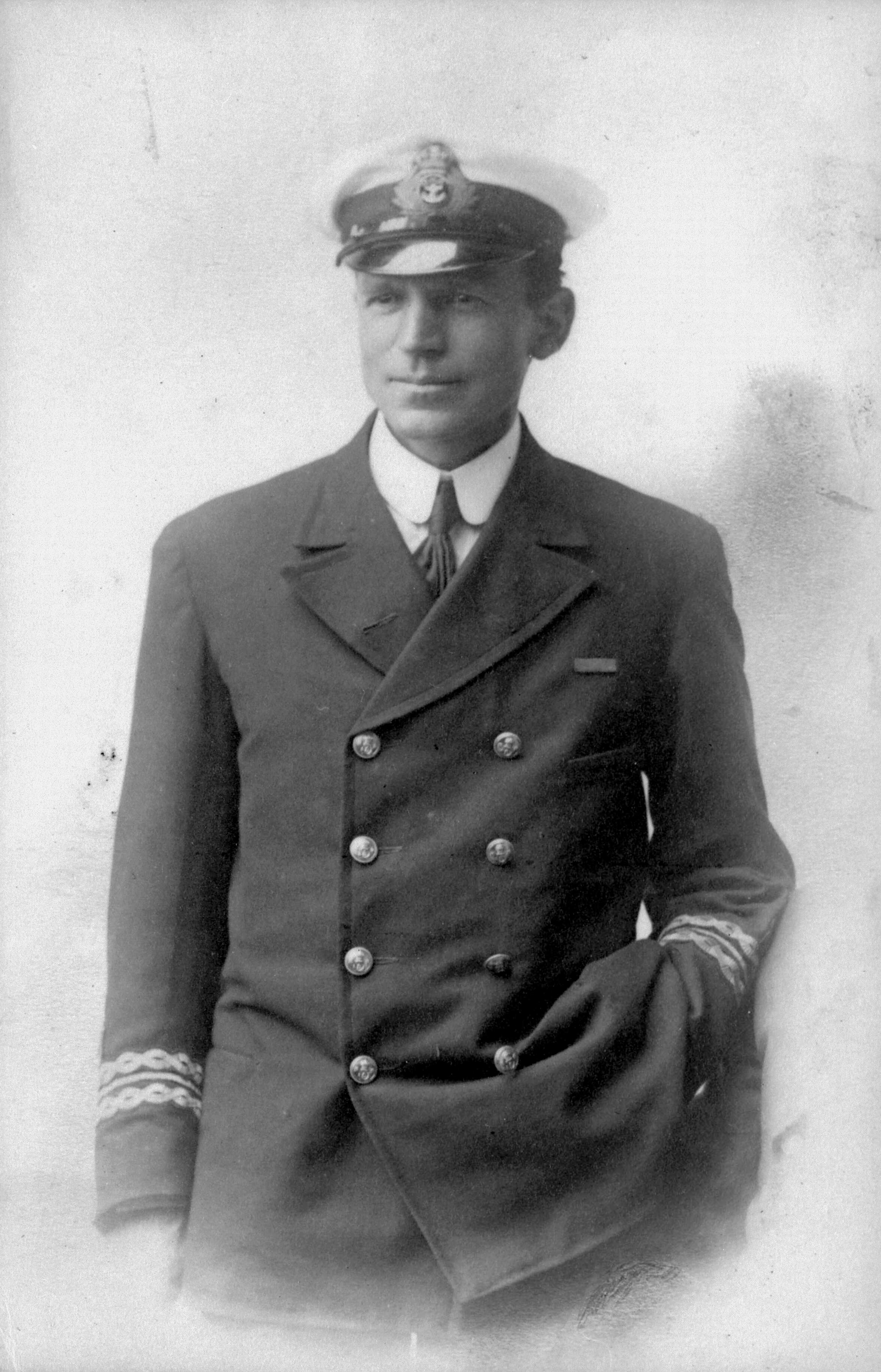
Worsley als Lieutenant-Commander der Royal Naval Reserve (1917)

Nach Abschluss der Endurance-Expedition kehrte Worsley für kurze Zeit nach Neuseeland zurück, bevor er im April 1917 seinen Kriegsdienst in Chatham, England aufnahm. Als Kommandant der U-Boot-Falle PQ61 versenkte er am 26. September 1917 das deutsche Minenleger-U-Boot UC 33 vor der südirischen Küste, indem er es rammte. Dafür wurde er mit dem Distinguished Service Order ausgezeichnet. Mit Shackleton ließ er sich im Oktober 1918 zu den britischen Invasionstruppen in Murmansk in Nordrussland versetzen, die sich seit dem Juni 1918 auf Seiten der Weißen am Russischen Bürgerkrieg beteiligten. Bald darauf wurde er nach Archangelsk abkommandiert, wo er verschiedene Kanonenboote auf der Nördlichen Dwina und deren Nebenfluss, der Pinega, befehligte. Im Juli 1919 verließ er Russland mit den letzten britischen Soldaten. Für seine militärischen Verdienste erhielt er den Order of the British Empire.

### Spätere Jahre
Im Jahr 1920 ließ sich Worsley von seiner ersten Frau Theodora scheiden. Ein Jahr später begleitete er Ernest Shackleton während der Quest-Expedition erneut in antarktische Gewässer. Wenige Wochen nachdem Shackleton im Januar 1922 überraschend in Grytviken verstorben war, wurde die Expedition praktisch ergebnislos abgebrochen.
Ähnlich wie Shackleton geriet auch Worsley in finanzielle Schwierigkeiten. Seinen Lebensunterhalt bestritt er als Kapitän unterschiedlicher Schiffe, die im Linienbetrieb zwischen England, Kanada und Norwegen im Einsatz waren. Darüber hinaus verdiente er sich ein Zubrot mit Vorträgen zur Endurance-Expedition. Zum Dokumentarfilm South (1919) von Frank Hurley sprach Worsley den Kommentar.
1925 leitete Worsley gemeinsam mit dem Isländer Grettir Algarsson eine Expedition mit dem Schoner Island nach Spitzbergen und Franz-Josef-Land.
Im August 1926 heiratete Worsley zum zweiten Mal. Seine Frau Maggie Jane Cumming war rund 20 Jahre jünger als er. Sie begleitete ihren Mann 1934 nach Tafahi zu einer Schatzsuche, die Worsley ursprünglich zusammen mit Ernest Shackleton in Angriff nehmen wollte. Nach zwei Jahren ergebnisloser Suche kehrten Worsley und seine Frau 1936 nach England zurück. 1938 war er Präsident des Antarctic Club.
Zu Beginn des Zweiten Weltkriegs war Worsley bereits zu alt für den aktiven Dienst. Zur moralischen Unterstützung der britischen Truppen hielt er sich in Frankreich auf und war in Norwegen am Aufbau einer Einheit des Roten Kreuzes beteiligt. Danach wurde er als stellvertretender Kommissar eines Trainingscamps des Roten Kreuzes in Balham berufen. Im August 1941 erhielt er noch einmal ein Kommando über ein Schiff. An Bord der Dalriada war er für die Bergung von Schiffswracks im Hafen von Sheerness verantwortlich. Im April 1942 erhielt er eine Dozentenstelle an einer Berufsschule in Hove.
Frank Worsley war zeitlebens ein starker Raucher. Ende Januar 1943 wurde bei ihm Lungenkrebs festgestellt, an dem er nur wenige Tage später verstarb. Unter großer Anteilnahme der Bevölkerung wurde ihm zu Ehren ein Gedenkgottesdienst in der Kapelle des Royal Naval College abgehalten. Seine Asche wurde an der Mündung der Themse ins Meer gestreut.

## Ehrungen

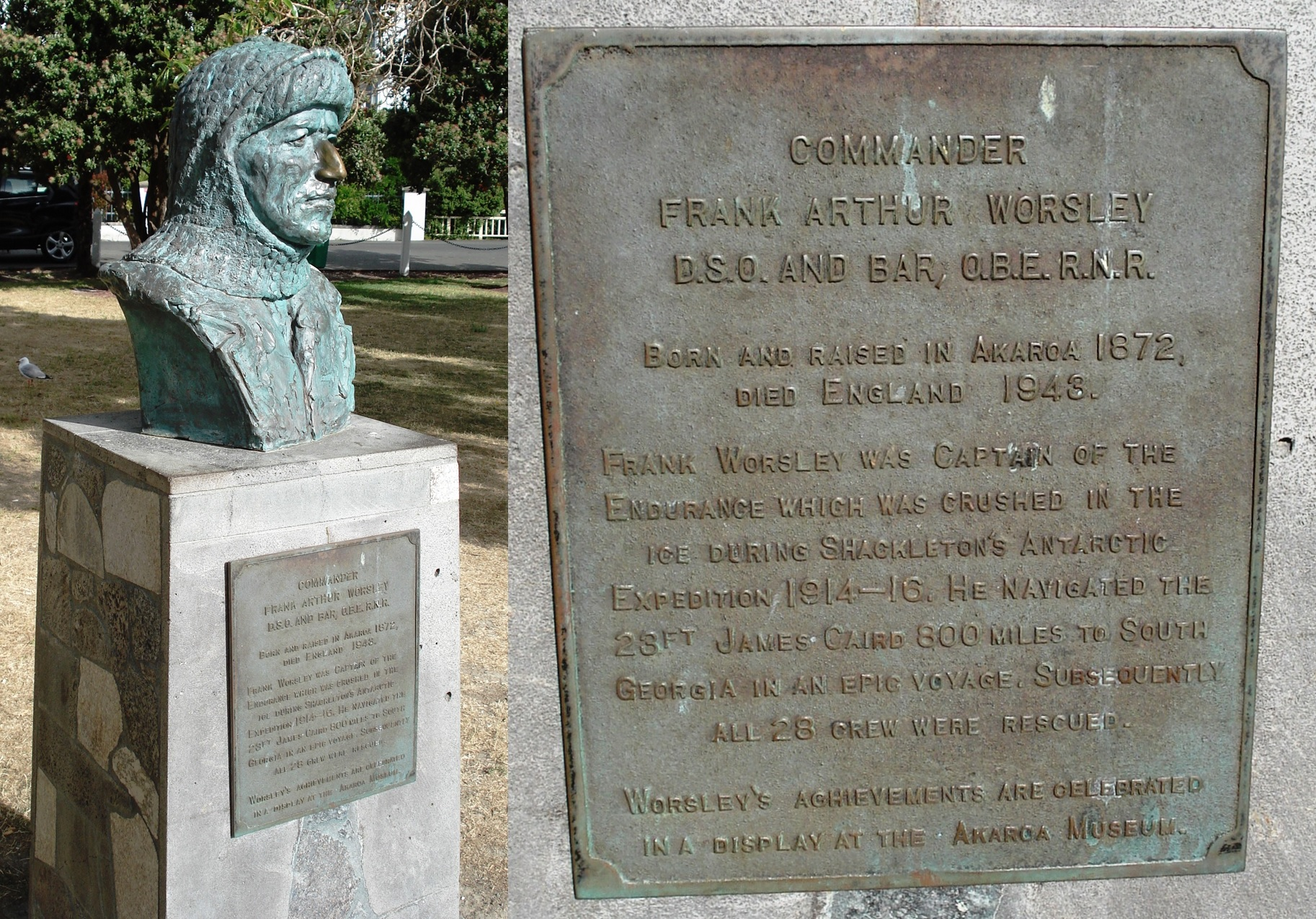
Büste von Frank Worsley in Akaroa

Nach ihm sind in der Antarktis das Kap Worsley an der Ostküste der Antarktischen Halbinsel, Mount Worsley und der Worsley Beach auf Südgeorgien und die Worsley-Eisfälle in der Ross Dependency benannt.
Auf Spitzbergen ist er Namensgeber für den Ankerplatz Worsleyhamna, die Landzunge Worsleyneset und den Gletscher Worsleybreen.
Im zweiteiligen Fernsehbiopic Shackleton aus dem Jahr 2002 mit Kenneth Branagh in der Titelrolle wurde Worsley durch den britischen Schauspieler Kevin McNally verkörpert.
Seit 2004 steht ein Denkmal in Form einer Bronzebüste auf einem Sockel mit Gedenktafel für Frank Worsley an der Uferpromenade in seiner Heimatstadt Akaroa.

## Film
- Höllentrip Antarktis – Shackletons Retter. Neuseeländisch-deutsche TV-Koproduktion, Dokumentarfilm 2011. Erstausstrahlung am 21. April 2012 um 20:15 Uhr auf arte, fokussiert Worsleys Leistung und Bedeutung während und für die Endurance-Expedition. Abgerufen in der arte-Mediathek am 22. April 2012.